# Ребекка Вольпетти
Ребекка Вольпетти (итал. Rebecca Volpetti; настоящее имя — Кристина Захария, рум. Kristina Zaharia; род. 28 ноября 1997 года в Правиздомини, Порденоне, Италия) — итальянская порноактриса.

## Карьера
Стала известна широкой общественности Италии в конце 2015 года после съёмки в хардкорном порновидео с участием актрисы Луны Рамондини (итал. Luna Ramondini) и актёра и шоумена Андреа Дипре (итал. Andrea Diprè) в общественном парке Корденонса, что вызвало протест среди жителей города. После скандального видео Вольпетти начинает карьеру порноактрисы в январе 2016 года в возрасте 18 лет. Актрису представляет крупное европейское агентство талантов Brill Babes. Принимает участие в съёмках сцен мастурбации, лесбийского, традиционного, анального, межрасового секса и двойного проникновения.
Снимается для студий и сайтов DDF, Evil Angel, Legal Porno, Mofos, Premium Bukkake, Private, Reality Kings, Video Marc Dorcel и многих других.
В марте 2018 года Ребекка названа эротическим сайтом iStripper «Талантом месяца» (Talent of the Month).
В сентябре 2019 года награждена премией XBIZ Europa Award за сцену лесбийского секса с участием Тины Кэй в фильме The Taste of a Woman.
По данным сайта IAFD на сентябрь 2019 года, снялась в более чем 100 порнофильмах.

## Награды и номинации
| Год  | Награда           | Результат | Категория | Фильм                                 |
| ---- | ----------------- | --------- | --- | ------------------------------------- |
| 2018 | Spank Bank Award  | Номинация | Cock Worshipper of the Year (Best Whore Knees) | н/д                                   |
| 2018 | Spank Bank Award  | Номинация | Contessa of Cum | н/д                                   |
| 2018 | XBIZ Europa Award | Номинация | Лучшая сцена секса — гонзо (вместе с Кларком Кентом)                                                                                                | Teacher’s Pet                         |
| 2019 | AVN Award         | Номинация | Лучшая сцена группового секса в иностранном фильме (вместе с Дэвидом Перри, Иэном Скоттом, Нелли Кент и Томасом Стоуном)                            | XXXtreme Group Fuck Sensation         |
| 2019 | Spank Bank Award  | Номинация | Doctoral Degree in Dildology | н/д                                   |
| 2019 | Spank Bank Award  | Номинация | Sloppy Head Savant of the Year | н/д                                   |
| 2019 | XBIZ Europa Award | Победа    | Лучшая сцена секса — лесбийский фильм (вместе с Тиной Кэй)                                                                                          | The Taste of a Woman                  |
| 2020 | AVN Award         | Номинация | Иностранная исполнительница года | н/д                                   |
| 2020 | Spank Bank Award  | Номинация | European Enchantress of the Year | н/д                                   |
| 2020 | Spank Bank Award  | Номинация | Fun Sized (Spinner of the Year) | н/д                                   |
| 2020 | Spank Bank Award  | Номинация | Hand Job Heroine of the Year | н/д                                   |
| 2020 | Spank Bank Award  | Номинация | Most Awe Inspiring Gape | н/д                                   |
| 2020 | Spank Bank Award  | Номинация | Pretty In Pink II (Prettiest Butthole) | н/д                                   |
| 2020 | Spank Bank Award  | Номинация | Silky Smooth (Best Bald Beaver) | н/д                                   |
| 2020 | Spank Bank Award  | Номинация | Spooning Specialist | н/д                                   |
| 2021 | AVN Award         | Номинация | Лучшая лесбийская сцена в иностранном фильме (вместе с Альей Старк, Анастасией Бруклин, Вивьен Нувелль, Зази Скимм, Ланой Рой, Мией Сплит и Эйслин) | Lust & Dance (из Rocco: Pure Fitness) |
| 2022 | AVN Award         | Номинация | Иностранная исполнительница года | н/д                                   |
| 2022 | AVN Award         | Номинация | Лучшая международная анальная сцена (вместе с Кевином Уайтом)                                                                                       | Xpervo Rebecca Volpetti Anal Addicted |
| 2022 | Pornhub Award     | Номинация | Лучшая исполнительница двойного проникновения | н/д                                   |

## Избранная фильмография
- 2017 — Innocent Teens Love It Up The Ass
- 2017 — Rocco’s Intimate Castings 8
- 2017 — Rocco’s Psycho Teens 10
- 2018 — Babes Unleashed
- 2018 — Busty Sapphic Cuties
- 2018 — Doctor’s Order Schoolgirls Wants More
- 2019 — Rebecca, An Indecent Story[19]